# Фатмаи
Фатмаи́ (азерб. Fatmayı, по азербайджанской кириллице Фатмајы) — селение в Апшеронском районе Азербайджана. 

## География
Фатмаи расположено на севере Апшеронского полуострова на высоте 54 метра над уровнем моря. С северо и северо-востока его соседом является деревня Горадиль, на юге — посёлок Мехдиабад, к западу от него находится деревня Новханы.
Во второй половине XIX века отмечалось, что Фатмаи расположено при горе Сюк-даг.

## Название
При издании в 1870 году Списка населённых мест Бакинской губернии были даны объяснения значений названий населённых пунктов данной губернии. Главный редактор Кавказского статистического комитета при главном управлении наместника Кавказского Н. К. Зейдлиц указал, что по Бакинскому уезду им содействие оказал Джеватский мировой судья Хамид-бек Везиров. В этих Списках говорилось, что Фатьма — женское личное имя.
С. Ашурбейли писала, что антропонимия ряда апшеронских деревень, в числе которых она назвала Фатмаи, относится к послеарабскому периоду и по её мнению может быть связано либо с именами основателей этих селений, либо с именами лиц, владевших ими.
В дореволюционный период название передавалось обычно как Фатьмаи, но можно было встретить и Фатмаи.

## История
Фатмаи входило в состав Бакинского ханства, которое в 1806 года стало частью Российской империи.
Высочайшим указом от 14 декабря 1846 года была образована Шемахинская губерния. Фатмаи (на алфавите местного языка ﻓﺎﻃﻤﮥ) относилась к Маштагинскому участку данной губернии. После разрушительного шемахинского землетрясения 1859 года, губернские учреждения были переведены в Баку, а губерния переименована в Бакинскую и в дальнейшем Фатмаи мы видим среди населённых пунктов Бакинского уезда указанной губернии.
Это была казённая деревня. В 1880-х годах она составляла отдельное Фатьмаинское сельское общество. В начале XX века Фатмаи входила в район 6-го полицейского участка (управление участка в селении Баладжары) Балахано-Сабунчинского полицмейстерства.
В 1920 году был образован Кировский район города Баку (центр — Бинагади). По состоянию на 1 января 1961 года два селения (Фатмаи и Горадиль) составляли Фатмаинский сельский Совет (сельсовет) данного городского района.
Указом от 4 января 1963 года была произведена реорганизация районных Советов депутатов трудящихся Азербайджанской ССР. Указ предписывал образовать Апшеронский район «из территорий Дивичинского района (за исключением Дивичинского и Сиазанского горсоветов), Алтыагачского, Килязинского, Сараинского, Хизинского, Шураабадского сельсоветов и Джейранбатанского поселкового Совета (за исключением посёлка при железнодорожной станции Сумгаит) Сумгаитского горсовета, с центром в посёлке Хырдалан, выделив его из Бакинского городского Совета». По состоянию на 1 января 1977 года Фатмаиский сельсовет с селениями Фатмаи и Горадиль входил в состав этого района.

## Население
В дореволюционное время жители Фатмаи в подавляющем количестве случаев указывались как таты и крайне редко как «татары» (то есть азербайджанцы).

### XIX век
По ведомости, датированной 30 апреля 1813 года (по старому стилю), число душ в Фатмаи — 177. Согласно «Кавказскому календарю» на 1856 год Фатьмаи населяли «татары»-шииты (азербайджанцы-шииты), которые между собой говорили по-«татарски» (то есть по-азербайджански).
По данным же списков населённых мест Бакинской губернии от 1870 года, составленных по сведения камерального описания губернии с 1859 по 1864 год, здесь имелось 235 дворов и 1,186 жителей (629 мужчин и 557 женщин), состоящих из татов-шиитов. По сведениям 1873 года, опубликованным в изданном в 1879 году под редакцией Н. К. Зейдлица «Сборнике сведений о Кавказе», численность населения деревни увеличилась и составляла 1,399 жителей (748 мужчин и 651 женщина, всего 297 дворов), также татов-шиитов.
Материалы посемейных списков на 1886 год показывают в Фатмаи 1,729 жителей (941 мужчина и 788 женщин; 350 дымов) и все таты-шииты, из которых по сословиям 1,720 крестьян на казённой земле (936 мужчин и 784 женщины, 349 дымов) и 9 представителей шиитского духовенства (5 мужчин и 4 женщины).
В то время здесь также могли проживать и азербайджанцы. Так, родившийся в 1888 году в Фатмаи Дадаш Буниатзаде по национальности был азербайджанцем.
По результатам переписи 1897 года здесь проживало 1,144 человека (581 мужчина и 563 женщины) и все мусульмане.

### XX век
В одной из статистических ведомостей, приложенной к Обзору Бакинской губернии за 1902 года и показывающей национальный состав коренного населения населённых пунктов Бакинской губернии к 1 января 1903 года, по Фатмаи указаны 326 дыма и 1,924 душ (1,032 душ мужского пола и 892 душ женского пола), татов.
По сведениям «Кавказского календаря» на 1904 год, опирающихся на данные статистических комитетов Кавказского края, в Фатмаи было 1,880 жителей, в основном татов. Тот же этнический состав указан и в «Кавказском календаре» на 1910 год, согласно которому в Фатмаи за 1908 год проживало 1,760 человек.
Согласно результатам Азербайджанской сельскохозяйственной переписи 1921 года Фатмаи населяли 670 человек и преимущественно таты, а население состояло из 343 мужчин (из них 23 грамотных) и 327 женщин. По состоянию на 1985 год численность населения Фатмаи составляла 1,786 человек.

## Язык
В Фатмаи издавна говорили на азербайджанском языке. Ещё в «Кавказском календаре» на 1856 год было сказано, что жители между собой говорили по-«татарски» (то есть по-азербайджански).
В начале слова азербайджанского литературного языка употребляется фрикативный заднеязычный звонкий гласный г, но в Фатмаи и Арабджабирли (Гёйчайский район) ещё к началу 1960-х годов отмечалось употребление звукового варианта, который по произношению был очень близок к арабскому звуку غ.

## Известные уроженцы
- Велиханлы, Мамедали Гаджи Гейдар оглы (1899—1969) — советский азербайджанский актёр театра и кино, педагог. Народный артист Азербайджанской ССР (1949).